# برايان كاريجان
برايان كاريجان (بالإنجليزية: Brian Carrigan)‏ هو لاعب كرة قدم بريطاني في مركز الهجوم، ولد في 26 سبتمبر 1979 في غلاسكو في المملكة المتحدة. لعب مع بونيس يونايتد وريث روفرز وستوكبورت كونتي ونادي ألوا أثليتيك ونادي كلايد وهاميلتون أكاديميكال.

## وصلات خارجية
- برايان كاريجان على موقع قاعدة بيانات كرة القدم.إي يو (الإنجليزية)
- برايان كاريجان على موقع Soccerbase.com (لاعب) (الإنجليزية)